# Watt's
Watt's S.A. (IPSA: WATTS) es un conglomerado de empresas enfocada principalmente en la industria alimentaria con sede central localizada en San Bernardo, Chile.

## Historia
Watt's “Home Made Jams and Marmalades” fue fundada en 1938 por Nelly Styles de Watt, cuando inició la elaboración y comercialización de mermeladas caseras. En 1945 su hijo Roy Watt Styles se integró y luego tomó el mando y quien al término de la década del cincuenta introdujo en Chile los primeros jugos de fruta envasados en botellas que llamó Néctar Watt’s. Después de un rápido crecimiento y sucesiva integración de nuevos socios, durante los 60 se consolidó en una Sociedad Anónima. Al término de los 60 la empresa fue tomada por los trabajadores y fue nacionalizada durante el gobierno de Salvador Allende. Luego el gobierno de Pinochet licitó le empresa y la compraron miembros de la familia Cruzat entre otros.
En la década de 1970, vía adquisiciones, entra al rubro de aceites y margarinas y compra Viña Santa Carolina, empresa fundada en 1875, además de otras importantes adquisiciones como Industria Nacional de Alimentos (Inal) e Industrias Coia.
En 1980 adquiere las empresas Loncoleche S.A. de la Cooperativa Agrícola y Lechera de Osorno.
En la década de 1990 adquiere las empresas Lácteos Collico de Valdivia y Alimentos Il Gastronómico S.A., además se internacionaliza, estableciendo empresas subsidiarias como Watt's Alimentos Paraguay y Watt's Alimentos Perú.
En 2004 adquirió las marcas Chef, Cristal, Mazola, Astra y Palmín a Unilever Chile. A fines de 2006, Watt's S.A. y CCU firmaron un joint venture para la elaboración, producción y comercialización de néctares de fruta, jugos, bebidas de fruta, bebidas lácteas y otros. Para ello, ambas empresas formaron una nueva sociedad denominada Promarca S.A. que es propiedad compartida en partes iguales por Watt's S.A. y CCU. Además se inicia la primera oficina comercial en Shanghái, China. Finalmente adquiere la marca Frugo.
En la década del 2010 ingresó a la categoría de conservas vía la adquisición de las marcas Wasil y Regimel. En noviembre de 2014, Watt's S.A. adquiere las empresas Las Parcelas de Valdivia y Agrícola Frutos del Maipo, abriéndose en nuevos mercados dentro de su rubro. En 2016, se firma un acuerdo para la adquisición de Danone Chile, la planta productiva de Chillán y la marca Calán. El yogur griego de Danone, se pasó a llamar Oikos en julio de 2019.

## Estructura societaria
| Holding       | %      | Sociedad            |
| ------------- | ------ | ------------------- |
| Toto’s Watt's | 50%    | Promarca            |
| Toto’s Watt's | 99,9%  | Watt's Paraguay     |
| Toto’s Watt's | 37,68% | Laive               |
| Toto’s Watt's | 100%   | Viña Santa Carolina |
| Toto’s Watt's | 100%   | Frutos del Maipo    |